# Croix de chemin de Saint-Ciers-du-Taillon
La croix de chemin de Saint-Ciers-du-Taillon est un croix de chemin située à Saint-Ciers-du-Taillon, dans le département français de la Charente-Maritime en région Nouvelle-Aquitaine.

## Historique
La croix est inscrit au titre des monuments historiques par arrêté de 1963.